# Josef Alexander Pasternack
Josef Alexander Pasternack (polonès: Józef Aleksander Pasternak)  (Częstochowa, 7 de juliol de 1881 - Chicago, 29 d'abril de 1940) fou un violista, compositor i director d'orquestra polonès.

## Biografia
Josef Alexander era el fill gran de Sigmund i Dora Pasternack. Tenia dos germans petits, Samuel i David. El seu pare i el seu avi havien estat mestres de banda a Polònia i va començar a estudiar el violí als quatre anys, sota la tutela del seu pare. Als deu anys va ingressar al Conservatori de Música de Varsòvia, on va estudiar inicialment piano i composició. També es va dedicar a l'estudi d'un nou instrument cada mes, de manera que quan va deixar el Conservatori pogués tocar tots els instruments de l'orquestra excepte l'arpa.
Als 15 anys va arribar als Estats Units amb els seus dos germans i el seu pare. Inicialment va treballar en un restaurant d'hotel com a busboy. Un dia que el violinista de la banda de l'hotel no va venir a treballar, va informar al director de la banda que era capaç d'omplir-lo. Va córrer a casa, va agafar el violí i va tornar a tocar. El violinista habitual no va poder tornar. Va poder convèncer el líder de la banda perquè permetés que els seus germans ho provessin, i així van començar la seva carrera musical a Amèrica. Poc després, va fer una gira pel país com a concertista de piano. L'any 1902, va ser contractat com a viola a la Metropolitan Opera Orchestra de Nova York i després es va convertir en primer intèrpret de viola, continuant fins a 1909. La seva habilitat va cridar l'atenció del famós Arturo Toscanini, que s'havia convertit en director principal del Met el 1908, i Pasternack va ser nomenat director adjunt el 1909, càrrec que va ocupar durant un any.
El 1911 va tornar a Europa com a director de l'Òpera de Bremen, però el Metropolitan va demanar el seu alliberament i va tornar al Met com a director per 1911-13. Durant el període 1913-26, va ser director de la Century Opera Company de Nova York, l'Orquestra Simfònica de Chicago, l'Orquestra Simfònica de Boston i la Societat Filharmònica de Filadèlfia. Mentre estava a la Filharmònica de Filadèlfia, va presentar a Marian Anderson com la primera cantant afroamericana que hi va actuar. El 1916 va esdevenir director musical de la "Victor Talking Machine Company" (més tard RCA Victor) al costat de Rosario Bourdon, on també (Pasternack) va presentar Marian Anderson; i a la "Stanley Company of America", propietat de "Warner Brothers". En el seu paper a Victor i amb diverses orquestres va fer enregistraments i va dirigir programes per a molts cantants i instrumentistes famosos de l'època, com Enrico Caruso, Fritz Kreisler i Jascha Heifetz. Des de 1928 fins a la seva mort el 1940, va dirigir orquestres per a "NBC Radio", incloent un programa amb Nelson Eddy i The Carnation Contented Hour. Va compondre cançons i música per a pel·lícules i ràdio, i va escriure la lletra de "Taps".
Es va casar el 1904 amb Helen Feirman i va tenir dues filles, Florence i Cecile.